# Dobovec pri Rogatcu
Dobovec pri Rogatcu je naselje v Občini Rogatec.